# Allasuolu (ö i Finland, Lappland, Norra Lappland, lat 69,53, long 28,05)
Allasuolu är en ö i Finland. Den ligger i sjön Selkäjärvi och i kommunen Enare i den ekonomiska regionen Norra Lappland och landskapet Lappland, i den norra delen av landet, 1 100 km norr om huvudstaden Helsingfors. Öns area är 1,9 hektar och dess största längd är 310 meter i sydväst-nordöstlig riktning.